# المنظمة الدولية للاتصالات عبر الأقمار الصناعية
المنظمة الدولية للأتصالات عبر الأقمار الصناعية المتنقلة (IMSO) هي منظمة حكومية دولية تشرف أمن وسلامة بعض الأقمار الصناعية العامة عبر خدمة الأتصالات المقدمة من قبل أقمار إنمارسات.

## الخدمات
بعض هذه الخدمات تتضمن:
- نظام الأستغاثة والسلامة البحرية العالمي (GMDSS) التي وضعتها المنظمة البحرية الدولية (IMO)
- تنسيق اتصالات البحث والإنقاذ
- معلومات السلامة البحرية (MSI) بث
- الطيران الساتلايتي المتنقل أو خدمة AMS(R)S من خلال الامتثال بالمعايير والممارسات الموصى بها (SARPs) التي وضعتها منظمة الطيران المدني الدولي (ICAO)
- الاتصالات العامة

## التاريخ

### إنمارسات
المنظمة الدولية للأتصالات الساتلية البحرية (INMARSAT) تأسست تحت رعاية المنظمة البحرية الدولية من خلال اتفاقية المنظمة الدولية للاتصالات الساتلية البحرية التي وقعت في لندن في 3 سبتمبر 1976 ودخلت حيز التنفيذ في 16 يوليو 1979. على غرار انتل سات، تحالف دولي يوفر قنوات اتصال بين البلدان الأعضاء.
أخذت شركة الاتصالات الفضائية (COMSAT)، وهي عضو مؤسس لإنتلسات، زمام المبادرة في تأسيس إنمارسات. بالتنسيق مع منظمة الطيران المدني الدولي في الثمانينيات. تم تعيين أولوف لندبرغ كأول مدير عام في يناير 1980 وبدأ عمله في عام 1982.، وسبق له أن أدار وطور الاتصالات المتنقلة والخدمات المتخصصة في سويد تيليكوم (تيليا)، شغل منصب المدير العام والرئيس التنفيذي حتى عام 1995.

### IMSO
في منتصف التسعينيات، كان هناك تباين في وجهات النظر بين الدول الأعضاء في مستقبل الوكالة. وتزايد أدراك الدول الأعضاء إلى الحاجة لخصخصة ممتلكات الوكالة، وذلك يرجع في الأساس بسبب الطبيعة التنافسية لصناعة الأقمار الصناعية وعدم رغبة العديد من الدول الأعضاء لإستثمار المال في إنمارسات لتحسين الشبكة. وهناك العديد من الذين يعتقدون بأهمية المحافظة بدور المنظمة في الأشراف على الأتصال البحري عبر الأقمار الصناعية.
تم حل المشكلة في جلسة أبريل 1998، بالتوصل لأتفاقية خصخصة الممتلكات التشغيلية في حين مواصلة الوكالة بأعتبارها تنظيماً. في 15 أبريل 1999، أصبحت إنمارسات المنظمة الدولية للأتصالات عبر الأقمار الصناعية المتنقلة (IMSO). وتم فصل الممتلكات التشغيلية من إنمارسات لتصبح إنمارسات Ltd.، مقرها المملكة المتحدة، بأشراف المنظمة الدولية للأتصالات عبر الأقمار الصناعية المتنقلة IMSO. تم توقيع أتفاقية بين منظمة الطيران المدني الدولي وIMSO في مونتريال، كندا وتضمنت العلاقات بين ICAO وIMSO. في مارس 2016 أعلنت إنمارسات عن 102 فرع. هذا الأعلان نتج عنه تقريباً 95% من الناتج الأجمالي لحمولات الأساطيل التجارية في العالم.

## وصلات خارجية
- الموقع الرسمي لـIMSO